# Десять гривен (монета)

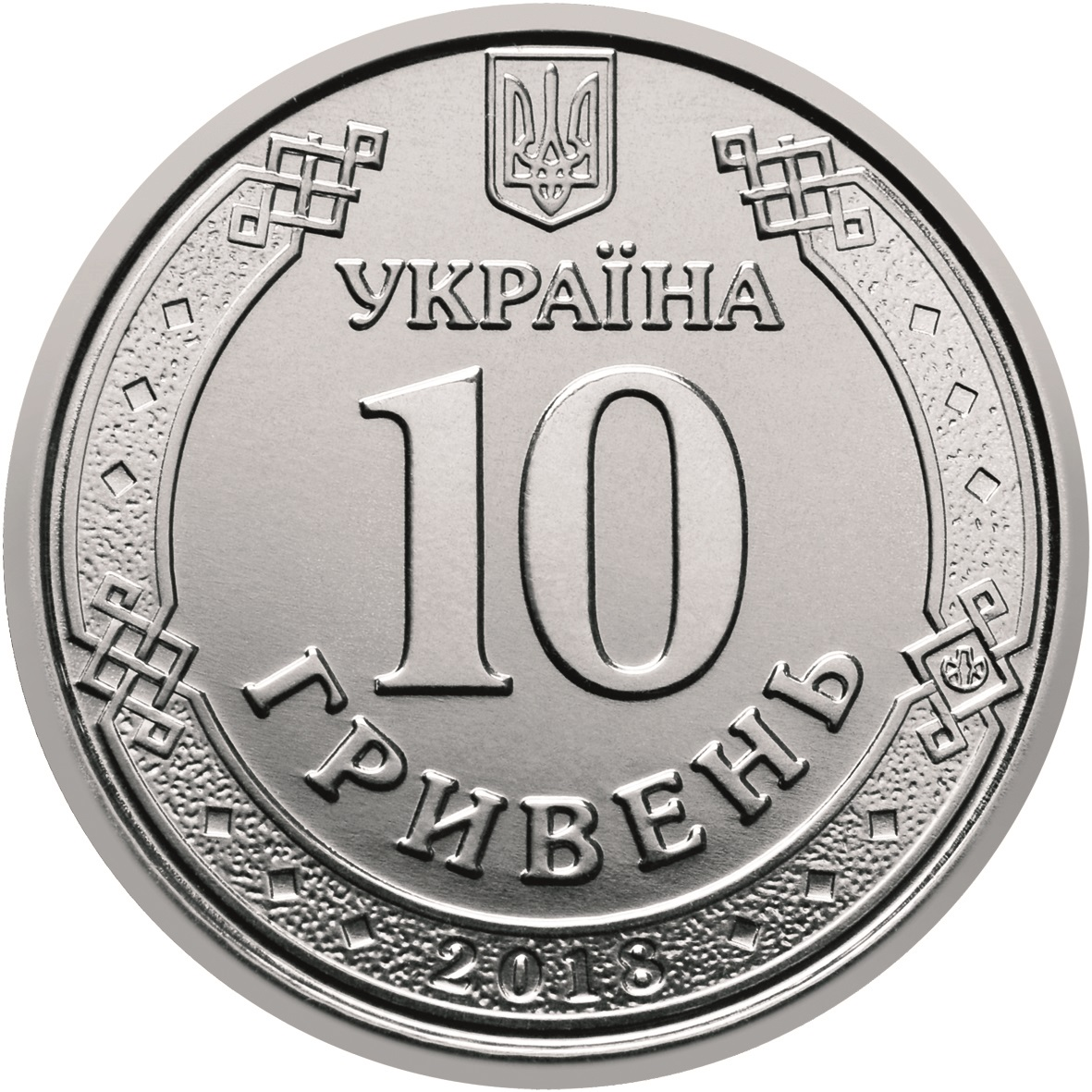
Монета 10 гривен образца 2018 года, аверс

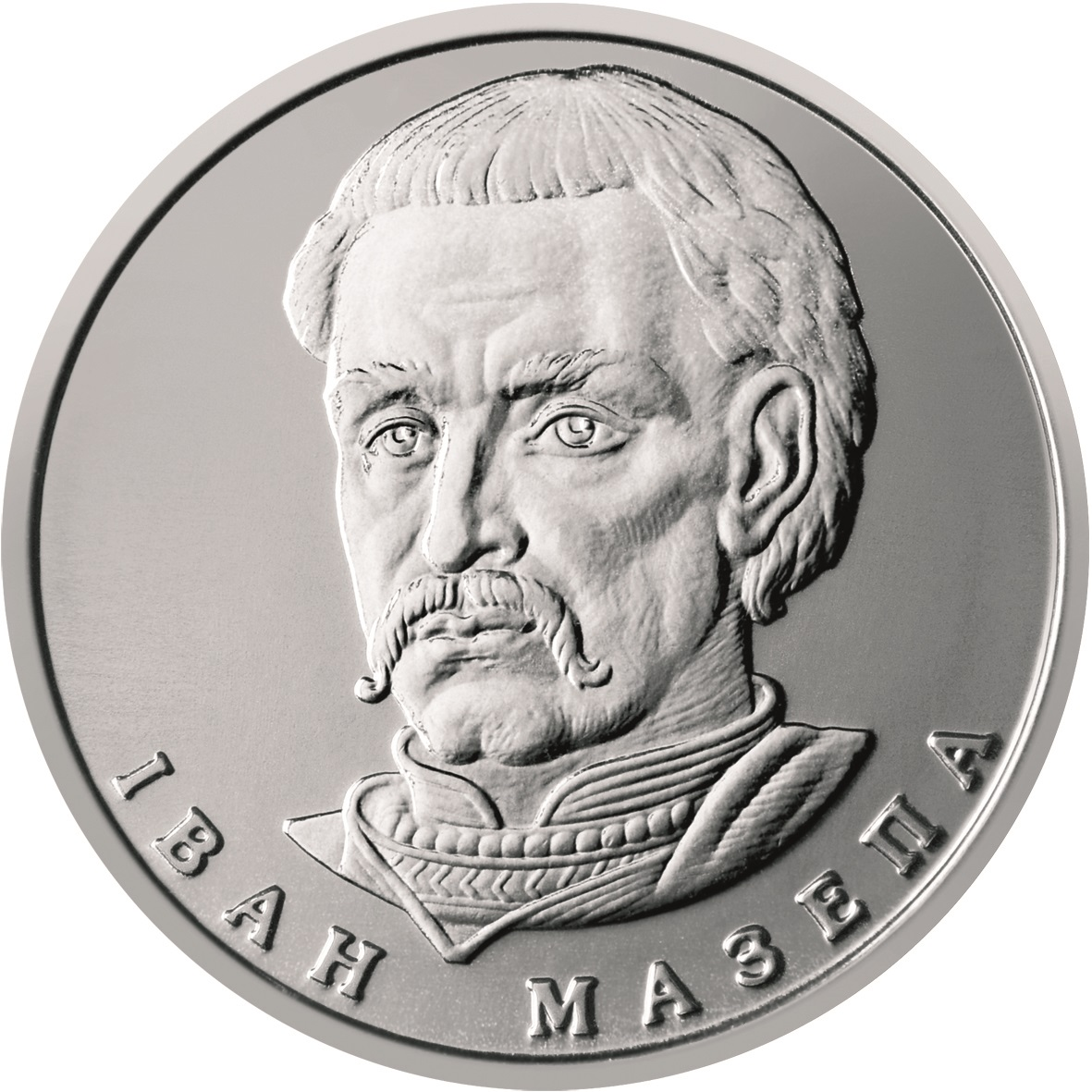
Реверс монеты

Десять гривен (укр. Десять гривень) — номинал оборотных монет Украины, введённых в обращение 3 июня 2020 года. Данная монета находится в обращении параллельно с банкнотами этого же номинала, выпущенных с 2004 года и позже, является законным платёжным средством Украины и обязательна к приёму без ограничений во все виды платежей, для зачисления на расчётные и кредитные счета, а также для денежных переводов по Украине и за рубеж.

## Оборотная монета образца 2018 года
14 марта 2018 года Национальный банк Украины презентовал новые оборотные монеты номиналом 1, 2, 5 и 10 гривен. С 27 апреля 2018 года в обращение были введены монеты номиналом 1 и 2 гривны, которые стали заменять банкноты тех же номиналов. Монета номиналом 5 гривен введена 20 декабря 2019 года, а монета в 10 гривен — 3 июня 2020 года.
На аверсе монеты номиналом 10 гривен сверху изображён малый государственный герб Украины, снизу — год создания серии (2018) в обрамлении древнерусского орнамента. Надпись в три ряда: «УКРАЇНА / 10 / ГРИВЕНЬ», также на аверсе размещён логотип Банкнотно-монетного двора Национального банка Украины.
На реверсе монеты изображён портрет украинского гетмана Ивана Мазепы, символизирующий преемственность монеты по отношению к банкнотам того же номинала, и круговая надпись «ІВАН МАЗЕПА».
Диаметр монеты составляет 23,5 мм, толщина — 2,3 мм, масса монеты — 6,4 г.
Год выпуска — 2018 (демоверсия), 2020 (начало обращения)
| Оборотные монеты образца 2018 года | Оборотные монеты образца 2018 года | Оборотные монеты образца 2018 года | Оборотные монеты образца 2018 года | Оборотные монеты образца 2018 года | Оборотные монеты образца 2018 года | Оборотные монеты образца 2018 года | Оборотные монеты образца 2018 года        | Оборотные монеты образца 2018 года | Оборотные монеты образца 2018 года          | Оборотные монеты образца 2018 года | Оборотные монеты образца 2018 года | Оборотные монеты образца 2018 года |
| Изображение                        | Изображение                        | Изображение                        | Номинал                            | Параметры                          | Параметры                          | Параметры                          | Параметры                                 | Описание                           | Описание                                    | Описание                           | Дата                               | Дата                               |
| Аверс                              | Реверс                             | Гурт                               | Номинал                            | Диаметр                            | Толщина                            | Масса                              | Материал                                  | Гурт                               | Аверс                                       | Реверс                             | Дата первой чеканки                | Ввод в обращение                   |
| ---------------------------------- | ---------------------------------- | ---------------------------------- | ---------------------------------- | ---------------------------------- | ---------------------------------- | ---------------------------------- | ----------------------------------------- | ---------------------------------- | ------------------------------------------- | ---------------------------------- | ---------------------------------- | ---------------------------------- |
|                                    |                                    |                                    | 10 гривен                          | 23,5 мм                            | 2,3 мм                             | 6,4 г                              | Цинковый сплав с гальваническим покрытием | Рифлений                           | Герб Украины, номинал, декоративные рисунки | Иван Мазепа                        | 2018                               | 3 июня 2020                        |

## Памятные оборотные монеты
С 2018 года Национальный банк Украины отказался от практики чеканки памятных оборотных монет номиналом 1 гривна, перейдя к выпуску памятных оборотных монет номиналом 10 гривен. Как и в случае с одногривневыми монетами, памятные оборотные монеты номиналом 10 гривен выпускаются с одинаковыми характеристиками и ограниченным тиражом 1 миллион штук. На аверсе всех монет размещён малый государственный герб Украины, надпись «УКРАЇНА», логотип Банкнотно-монетного двора НБУ; номинал и год выпуска монеты:
Как и банкноты номиналом 10 гривен, выпущенные с 2004 года, так и монеты номиналом 10 гривен обычного дизайна, памятные оборотные монеты номиналом 10 гривен являются полноправным законным платёжным средством Украины.

### Юбилейные необоротные монеты
C декабря 1996 по июнь 2008 было выпущено 83 различных инвестиционных монеты номиналом 10 гривен — из серебра и нейзильбера:
- 10 лет Конституции Украины
- 10 лет независимости Украины
- 10 лет Счётной палате
- 10-летие Национального банка Украины
- 100 лет Львовскому театру оперы и балета
- 100 лет Черновицкому музыкально-драматическому театру им. О.Кобылянской
- 100-летие биосферного заповедника «Аскания-Нова»
- 120 лет Одесскому государственному академическому театру оперы и балета
- 225 лет г. Севастополю
- 350-летие Переяславской казацкой рады 1654 года
- 500-летие Магдебургского права Киева
- 55 лет Победы в Великой Отечественной войне 1941—1945 годов
- 60 лет членства Украины в ООН
- Азовка
- Аскольд
- Батурин
- Биатлон
- Благовещение
- Бокс
- Владимир Великий
- Владимир Мономах
- Генуэзская крепость в Судаке
- Героическая оборона Севастополя 1854—1856 годов
- Государственный Гимн Украины
- Гриф чёрный
- Даниил Галицкий
- Дмитрий Вишневецкий (Байда)
- Зимние Олимпийские игры 2006
- Зубр
- Иван Богун
- Иван Мазепа
- Иван Сирко
- Кий
- Кирилл Разумовский
- Кирилловская церковь
- Конькобежный спорт
- Крещение
- Крещение Руси
- Ласточкино гнездо
- Ледокол «Капитан Белоусов»
- Ливадийский дворец
- Лыжи
- Любка двухлистная
- Михайловский златоверхий собор
- Модрина польская
- Морской конёк
- Ольга
- Орел степной
- Павел Полуботок
- Параллельные брусья (Сидней-2000)
- Пётр Дорошенко
- Пётр Могила
- Пётр Сагайдачный
- Пилохвост украинский
- Плавание
- Покров
- Почаевская лавра
- Праздник Воскресения
- Праздник Рождества Христова на Украине
- Праздник Троицы
- Пресноводный краб
- Пугач
- Рождество Христово
- Рысь обыкновенная
- Самолёт АН-140
- Самолёт АН-2
- Свято-Успенская Святогорская лавра
- Святослав
- Семья Острожских
- Семья Симиренко
- Семья Терещенко
- Слепыш песчаный
- Собор Рождества Богородицы в Козельце
- Собор святого Юра
- Соня садовая
- Танцы на льду
- Тройной прыжок (Сидней-2000)
- Успенский собор Киево-Печерской лавры
- Фигурное катание
- Филипп Орлик
- Ханский дворец в Бахчисарае
- Хоккей
- Чемпионат мира по футболу 2006 года
- Чигирин
- Ярослав Мудрый

Первой за всю историю Украины монетой стала серебряная в честь православного митрополита Петра Могилы, выпущенная в обращение 25 декабря 1996 года.
20 февраля 2001 года была выпущена юбилейная монета 10 гривен, посвящённая гетману Украины Ивану Мазепе. На аверсе изображена композиция, которая олицетворяет идею соборности Украины: малый Государственный Герб Украины поддерживают фигуры Архистратига Михаила и коронованного льва — гербы городов Киева и Львова.
На реверсе монеты изображён гетман Мазепа с булавой, правее расположен герб гетмана, левее собор. Вокруг нанесена надпись: Иван Мазепа. 1644—1709. Авторы монеты Александр Ивахненко и Владимир Демьяненко. Монеты изготовлены из серебра 925 пробы, весом 31,1 грамм, тираж 5000.